# Arne Sönnerlind
Arne Sigvard Sönnerlind, född den 28 mars 1922 i Lund, död 26 januari 2012 i Stockholm, var en svensk ämbetsman. 
Sönnerlind blev fil.kand. i Lund 1945 och jur.kand. i Stockholm 1948. Han blev amanuens vid Skolöverstyrelsen 1946, anställd vid Ecklesiastikdepartementet 1949, byråchef där 1959. Han blev skolråd och chef för Skolöverstyrelsens administrativa avdelning 1965–1988. 
Ledamot, sekreterare och ordförande i ett antal statliga utredningar och kommissioner, bland annat sekreterare i 1951 års skolstyrelseutredning, ordförande i 1960 års arbetsterapeututredning, ledamot av Nordiska kulturkommissionen sektion II, där han blev ordförande 1965, ordförande i folkhögskolelärutredningen samt i 1967 års skolledarutredning. 
Arne Sönnerlind var son till redaktören Magnus Sönnerlind och Anna Sönnerlind, född Eskilander och var gift med kanslichef Kerstin Sönnerlind (1921–2021), född Carlsson. Han är gravsatt i minneslunden på Kungsholms kyrkogård i Stockholm.